# 李景植
李 景植（リ・ギョンシク、朝鮮語: 리경식、1948年9月 - ）は、朝鮮民主主義人民共和国の政治家。農業相、農業科学院副院長、桂応祥沙里院農業大学学長などを歴任した。

## 経歴
1948年に平安南道で生まれた。桂応祥沙里院農業大学を卒業した。南浦大学課長を経て、農業科学院元山分院に勤務した。1996年に桂応祥沙里院農業大学学長に任命され、1998年に最高人民会議第10期代議員に選出された。2002年には農業科学院副院長に転じ、同年4月には農業科学院代表団を率いてロシアを訪問し、農業に関する協定に調印した。2003年7月に農業相に任命され、2005年10月に胡錦濤国家主席が訪朝し、農場を視察した際には案内役を務めた。2007年に金英逸総理が東南アジア4か国を歴訪した際に同行し、カンボジアのフン・セン首相やマレーシアのアブドラ・バダウィ首相、ラオスのブアソーン・ブッパーヴァン首相との会談に同席した。2008年3月に金永南最高人民会議常任委員長が、ナミビアやウガンダなどのアフリカ4か国を歴訪した際にも同行した。2009年1月に農業相を解任されたが、2011年1月に復帰した。2012年10月に解任された。

## 参考サイト
북한정보포털
| 先代金彰植 | 農業相2003年 - 2009年 | 次代金彰植 |

| 先代金彰植 | 農業相2011年 - 2012年 | 次代黄敏 |